# Tournai-sur-Dive
Tournai-sur-Dive – miejscowość i gmina we Francji, w regionie Normandia, w departamencie Orne.
Według danych na rok 1990 gminę zamieszkiwały 293 osoby, a gęstość zaludnienia wynosiła 24 osoby/km² (wśród 1815 gmin Dolnej Normandii Tournai-sur-Dive plasuje się na 602. miejscu pod względem liczby ludności, natomiast pod względem powierzchni na miejscu 375.).